# گوون، ساسکاچوان
گوون، ساسکاچوان (به انگلیسی: Govan, Saskatchewan) یک منطقهٔ مسکونی در کانادا است که در ساسکاچوان واقع شده‌است. گوون ۱٫۳۵ کیلومتر مربع مساحت و ۲۱۶ نفر جمعیت دارد.